# Meghru Lerrnashght'a
Meghru Lerrnashght'a (armeniska: Meghru Lerrnashght’a) är en bergskedja i Armenien. Den ligger i den sydöstra delen av landet, 200 kilometer sydost om huvudstaden Jerevan.
Meghru Lerrnashght'a sträcker sig 19,2 kilometer i nord-sydlig riktning. Den högsta toppen är Gora Shishkert, 2 375 meter över havet.
Topografiskt ingår följande toppar i Meghru Lerrnashght'a:
- Baghatssar
- Tjgnavor
- Sjisjkert
- Chustup

Trakten runt Meghru Lerrnashght'a består i huvudsak av gräsmarker. Runt Meghru Lerrnashght'a är det ganska glesbefolkat, med 42 invånare per kvadratkilometer.